# Рокитне-Донівка
Роки́тне-До́нівка —  село в Україні, у Кременчуцькому районі Полтавської області. Входить до складу Піщанської сільської громади. Населення становить 159 осіб.

## Географія
Село Рокитне-Донівка примикає до села Панівка, на відстані 0,5 км знаходиться село Пащенівка, за 1,5 км - село Гориславці.
Через село проходить залізниця, станція Платформа 27 км за 4 км.

## Історія
У 1760-х рр. Рокитне згадується як маєтність значкового товариша Власівської сотні Павла Денисова (Денисенка), знаного депутата законодавчої Комісії 1768 р. (обраний козаками незгодними із переведенням у пікінери).
До 2020 року орган місцевого самоврядування — Недогарківська сільська рада.